# Lollipop F
I Lollipop F (in cinese 棒棒堂) è un gruppo taiwanese formato da quattro giovani artisti. Inizialmente si chiamavano solamente Lollipop 棒棒堂 ed il gruppo era formato da sei ragazzi. Rimasti poi in quattro, il 13 ottobre del 2010 la loro etichetta Gold Typhoon cambiò il nome in Lollipop F, dove F sta per "four", quattro come il numero dei componenti del gruppo.

## Formazione
Aò Quǎn
- Nome: (cinese)敖犬 (pinyin)Áo Quǎn
- nome inglese: Owodog
- vero nome:(cinese)莊濠全 (pinyin)Zhuāng Háo Quán
- altezza: 178 cm
- data di nascita: 30 ottobre 1982
- luogo di nascita: Taiwan
- professione: cantante, attore

Xiao yu
- nome:(cinese)小煜 (pinyin)xiao yu
- nome inglese: Fabien
- vero nome: (cinese)楊奇煜 (pinyin)Yang Qi Yu
- altezza: 172 cm
- data di nascita: 5 luglio 1985
- luogo di nascita: Taiwan
- professione: cantante, attore

ah wei
- nome: (cinese)阿緯 (pinyin)ah wei
- nome inglese: Wayne
- vero nome: (cinese)劉俊緯 (pinyin)Liu Jun Wei
- altezza: 168 cm
- data di nascita: 15 ottobre 1982
- luogo di nascita: Taiwan
- professione: cantante, attore

wei lian
- nome: (cinese)威廉 (pniyin)wei lian
- nome inglese: William
- vero nome: (cinese)廖亦崟 (pinyin)Liao Yi Yin
- altezza: 176 cm
- data di nascita: 7 ottobre 1985
- luogo di nascita: Taiwan
- professione: attore, cantante

## Discografia

### Studio
| (Lollipop) Album | Nome | Data di pubblicazione | Etichetta    |
| ---------------- | --- | --------------------- | ------------ |
| 1°               | Gyashan - (cinese)哪裡怕 - (pinyin)Nǎli Pà | 28 dicembre 2007      | EMI Music    |
|                  | Gyashan – Limited Edition - (cinese)哪裡怕 – 限量炫光珍藏版 - (pinyin)Nǎli Pà – Xiàn Liàng Xuàn Guāng Zhēn Cáng Bǎn                                   | 1º febbraio 2008      | EMI Music    |
| 2°               | I am Legend - (cinese)我是傳奇 - (pinyin)Wŏ Shì Chuán Qí                                                                                              | 19 giugno 2009        | Gold Typhoon |
|                  | Lollipop's I am Legend + Choc7's Sonic Youth - (cinese)卒業紀念限定盤 (合體雙拼改版) - (pinyin)Cù Yè Jì Niàn Xiàn Dìng Pán (Gĕ Tĭ Shuāng Pīn Găi Băn) | 14 agosto 2009        | Gold Typhoon |
|                  | |                       |              |

| (Lollipop F) Album | Nome                                 | Data di pubblicazione | Etichetta    |
| ------------------ | ------------------------------------ | --------------------- | ------------ |
| 1°                 | Four Dimensions - (cinese)四度空間   | 9 novembre 2010       | Gold Typhoon |
| 2°                 | Dance - (cinese)電司 - (pinyin)Dance | 26 ottobre 2011       | Gold Typhoon |
|                    |                                      |                       |              |

### EP
| Album | Nome | Data di pubblicazione | Etichetta    |
| ----- | --- | --------------------- | ------------ |
| 1°    | - Colorful Lollipop - (cinese)七彩棒棒堂 - (pinyin)Qī Cǎi Bàng Bàng Táng | 26 gennaio 2007       | EMI Music    |
|       | - Colorful Lollipop – Special Edition - (cinese)七彩棒棒堂 – 無敵慶功版\| - (pinyin)Qī Cǎi Bàng Bàng Táng – Wú Dí Qìng Gōng Bǎn                                                       | 9 marzo 2007          | EMI Music    |
| 2°    | - Summer's First Experience - (cinese)夏日初體驗 - (pinyin)Xià Rì Chū Tǐ Yàn | 25 maggio 2007        | EMI Music    |
| 3°    | - I am Legend 2009 ASIA TOUR Special Issue - (cinese)我是傳奇2009亞洲巡迴演唱會-寫真限定單曲 - (pinyin)Wǒ Shì Chuán Qí 2009 Yà Zhōu Xún Huí Yǎn Chàng Huì – Xiě Zhēn Xiàn Dìng Dān Qǔ | 6 febbraio 2010       | Gold Typhoon |

### Colonne sonore
| Album | Nome | Data di pubblicazione | Etichetta    |
| ----- | --- | --------------------- | ------------ |
| 1°    | - Brown Sugar Macchiato – OST - (cinese)黑糖瑪奇朵 – 原聲帶 - (pinyin)Hēi Táng Mǎ Qí Duǒ – Yuán Shēng Dài                                                                                                   | 31 agosto 2007        | EMI Music    |
| 2°    | - The Legend of Brown Sugar Chivalries (Limited Edition) – OST - (cinese)黑糖群俠傳 (群俠包袱限量版) – 電視原聲帶 - (pinyin)Hēi Táng Qún Xiá Chuán (Qún Xiá Bāofu Xiàn Liàng Bǎn) – Diàn Shì Yuán Shēng Dài | 3 ottobre 2008        | Gold Typhoon |
|       | - The Legend of Brown Sugar Chivalries – OST - (cinese)黑糖群俠傳 (型男奇俠版) – 電視原聲帶 - (pinyin)Hēi Táng Qún Xiá Chuán (Xíng Nán Qí Xiá Bǎn) – Diàn Shì Yuán Shēng Dài                                | 9 ottobre 2008        | Gold Typhoon |

### DVD di concerti
| Album | Nome | Data di pubblicazione | Etichetta |
| ----- | --- | --------------------- | --------- |
| 1°    | - The Dream Embarks – Sparkling Taipei Arena Concert - (cinese)夢想出發 – 閃耀小巨蛋演唱會 - (pinyin)Mèng Xiǎng Chū Fā – Shǎn Yào Xiǎo Jù Dàn Yǎn Chàng Huì | 6 giugno 2008         | EMI Music |